# Chris Overton
Chris Overton, född 5 maj 1989 i Cannock i Staffordshire, är en brittisk skådespelare och filmskapare. Han är mest känd för att ligga bakom regin i kortfilmen The Silent Child, för vilken han har fått ta emot en del kritikerros, samt en Oscar för bästa kortfilm. Han är sedan år 2018 gift med skådespelerskan Rachel Shenton, som även hon är delaktig i denna tidigare nämnda kortfilm, detta som både manusförfattare och skådespelerska.

## Filmografi (i urval)

### Skådespelarinsatser
- 2001 – Harry Potter och de vises sten (spelversionen, röst)
- 2004 – Fantomen på Operan
- 2005 – Oliver Twist
- 2009 – Doctors (TV-serie)
- 2010 – Ett fall för Frost (TV-serie)
- 2010 – Hollyoaks (TV-serie)
- 2011 – Two Pints of Lager and a Packet of Crisps (TV-serie)
- 2012 – Casualty (TV-serie)
- 2012 – Kommissarie Banks (TV-serie)
- 2014 – Pride

### Regissör
- 2017 – The Silent Child (kortfilm)